# Gonibius glyptocephalus
Gonibius glyptocephalus är en mångfotingart som först beskrevs av Chamberlin 1903.  Gonibius glyptocephalus ingår i släktet Gonibius och familjen stenkrypare. Inga underarter finns listade i Catalogue of Life.